# アニメディア
『アニメディア』（Animedia）は、イードの編集・発行によりGakkenが発売している日本の月刊アニメ雑誌。1981年6月9日創刊。毎月10日発売。

## 概要
1981年6月9日に学習研究社（現・学研ホールディングス）より創刊（1981年7月号）。アニメ雑誌としては7番目に創刊されたが、現存のアニメ雑誌で2番目に古い老舗的存在。『アニメージュ』、『月刊ニュータイプ』と並ぶアニメ雑誌三強（御三家）、10日売りアニメ雑誌の1誌である。
キャッチコピーは「見る・読む・飾る・参加する 4倍楽しめるアニメ情報誌」。他の2誌よりも若年層・ライトユーザー寄りの誌面で、娯楽性を前面に出した内容で、読者投稿ページも十数ページ以上掲載している。
価格についてはかつては通常時は380円に抑えられており、特別編成でやむなく一時値上げする場合も480円に抑えていた（消費税施行前。1989年の消費税施行後は通常時400円台）。しかし2008年10月号（同年9月10日発売）からは通常時は500円に、特別編成の場合は550円に、それぞれ値上げされた。2010年4月号（同年3月10日発売）からは620円に値上げされた。これにより、すべてのアニメ雑誌の定価が（通常号であっても）500円を超えた。なお、価格はいずれも消費税込み。
2020年2月1日付で本誌やメガミマガジンなどの姉妹誌の編集・発行および公式サイト「超！ アニメディア」の運営権はイードに譲渡されたため同年3月号（2月10日発売）より発行元が同社となったが、発売は従来通りGakken（2022年10月号までは学研プラス）が行っている。

## 歴史
- 1981年6月9日（7月号） - 創刊。企画は「第1回会誌コンクール」だった[4]。
- 1982年4月10日（5月号） - 「今月の名場面」が開始（-2010年7月号）。
- 1984年6月9日（7月号） - マスコットキャラクター「ベルとベロー」（デザインは石ノ森章太郎）がなくなる。
- 1985年 - 『SFアニメディア』（後の『月刊コミックNORA』）創刊。
- 1995年3月10日（4月号） - 「メディナー王国」からゲーム情報コーナーが独立、「極楽ゲーム道場」が開始。
- 1996年10月9日（11月号） - 目次ページが巻末から巻頭へ移動。
- 1999年 - 『Megamiマガジン』独立創刊。
- 2005年5月10日（6月号） - 定期購読サービスが開始。
- 2006年6月9日（7月号） - 「ボイスクロニクル〜声の年代記〜」の連載が開始される（-2009年4月号）。
- 2007年
  - 2月10日（3月号） - アニメアイ内に「オリキャラGallery」が開始。
  - 6月8日（7月号） - 裏背表紙（右隅）のレイアウトが変更。
  - 9月10日（10月号） - 次号予告ページのレイアウトが大幅に変更。
- 2009年10月10日（11月号） - 学研グループの組織再編により、発行元が学研パブリッシングとなる。
- 2010年
  - 2月10日（3月号） - 目次ページがカラー化。
  - 3月10日（4月号） - 誌面サイズがA4ワイドに変更。応募者全員サービスの申し込み方法を郵便振替に切り替え。
- 2011年6月10日（7月号） - 創刊30周年を記念して、アニメアイが本誌と同じサイズ（A4ワイド）に。
- 2015年10月10日（11月号） - 学研パブリッシングが学研マーケティング他と合併したことに伴い、発行元が学研プラスとなる。
- 2020年2月10日（3月号） - 同月1日付で本誌やメガミマガジン、公式サイト「超！ アニメディア」の事業譲渡により、編集・発行元がイードに移る[5]。発売元は従来通り学研プラス。
- 2022年10月8日（11月号） - 学研プラスが学研教育みらい他2社と合併したことに伴い、発売元がGakkenとなる。

## 主な記事（過去に連載されていた物も含む）
- アニメアイ（読者コーナー）
- メディナークラブ→メディナーランド→メディナー王国→メディネット→メディア総研
- 声優フリータイム→アニメスター情報局→アニメスターパラダイス→声優VisualPOP→@VOICE（声優情報）
- テレビアニメシティ
- レコードピックアップ→ディスクピックアップ→CDジャーナル
- 出動!! メディナー応援SI隊!
- インターネット入門ホームページガイド
- 極楽ゲーム道場→極楽ゲーム道場+→極楽ゲーム道場+α→特選GAMEサロン
- 今月の名場面
- 読者が毎月選ぶ! キャラクターランキング
- メディアジャーナル→インフォミックス→情報天国→インフォステーション
- アニメビデオジャーナル→アニメDVDジャーナル
- 月刊アニメ道場
- イヤイヤパラダイス - 2004年7月号から2006年2月号まで掲載。『メガミマガジン』の別働隊的存在。末期を除いて袋とじ。

## コミカライズ
単行本はノーラコミックスより発行。
- シン　−SIN−（北爪宏幸・越智博之）
- ロイヤルストレートフラッシュ（橘皆無）
- 鉄拳少年アルコ
- 超幕末少年世紀タカマル（諏訪可奈恵）
- おとぎストーリー 天使のしっぽ（長谷川光司）
- ルナ・ピトリーズ（原作子安武人・作画浜田芽里）
- メルティランサー（細雪純）
- ジェネレイターガウル（細雪純）
- ヴァイスの空（カサハラテツロー）

その他、別冊『パロメディア』などで漫画掲載有り。

## 増刊『コミックPocke』連載漫画
アニパロを中心とした少女漫画雑誌。アニメディア付録の『コミックぱあてぃ』が独立したもの。単行本はノーラコミックスPockeより発行。
- 奥谷かひろ『花咲きKomachi-Girls』
- 後藤星『雲上楼閣綺談』（最終巻書き下ろし）
- 矢島たすく『TWIN・地球』
- かんべあきら『月のうまれる夜』（最終巻書き下ろし）
- みささぎ楓李『ABmotion』
- くさなぎ俊祈『少年進化論』（現在『マーガレット』で連載中）
- 水縞とおる『花も嵐も!』
- 岩崎つばさ『骨まで愛して』
- せたのりやす『錠前戦士キーマスター』
- 橘皆無『特務戦隊シャインズマン』
- 園田英樹（文）・桐嶋樹（画）『F.O.X』
- あかほりさとる（原作）・いのまたむつみ（キャラ設定）・まつしたあきこ（作画）『Child神さマン イザナギ』
- 狭霧家薫『ハイ・ブラセル』
- 矢崎航『学園守護神 櫻川軍団』
- 七瀬みく『学園トラブルバスターズ プリティ・エンジェル』

## 恒例企画
読者が選ぶアニメキャラ大賞
毎年2月号で行われる。
「過去1年間に放送されたアニメ作品のキャラクター」の中から、読者投票によって決められた「カッコよかった」「マヌケだった」等、様々な条件に当てはまるキャラクターのランキングを発表する。
長年巻頭に組まれていたが、2011年および2012年2月号に関しては巻頭ではなかった。
人気テレビアニメベスト10
この企画は1984年から2008年まで毎年、2月号の「アニメ10大ニュース」の中で行われていたが（年によっては行われない時もある）、2009年は「重大ニュース」と一緒に1月号付録の手帳の中で掲載された。
読者が選ぶ歴代アニメベスト
毎年7月号（創刊記念号）で行われる、歴代の作品やキャラクターの人気投票。長年巻頭に組まれていたが、2010年、2013年、2014年の7月号に関しては巻頭ではなかった。
男性キャラクター、女性キャラクターのほか、かつてはその他キャラクター（人間以外なら何でも）の部門もあった。
受験のお守り
1986年頃、ある読者が「受験の日にお守りとして雑誌に掲載された忍足編集長の写真を切り抜いて持って行ったところ、とても落ち着くことができ、志望校に合格した！」と投稿。
それにあやかるべしと、受験シーズンにアニメアイページ内で「忍足編集長のお守り札」が掲載された。
後に、忍足編集長が姉妹誌アニメVへ異動になった際は、読者コーナー・ビデオキッズページ内で同企画が継続された。　

## 読者投稿
毎月、担当者の「独断と偏見」（担当者自身の談）によって、掲載者の中から8名（かつては10名）の「MVPノミネート」が選出され、その中から1人が「MVP」を受賞する。ノミネート5回、うちMVP受賞1回で「殿堂入り」となる（ノミネート6回で殿堂入り相当とみなす例外規定あり）。
殿堂入りすると、「歴代殿堂人一覧表」に名前が掲げられる。また、2回殿堂入りを果たした者は「スーパー殿堂人」、3回果たした者は「トリプル殿堂人」と呼ばれる。
2025年4月号時点で殿堂人は199名となり、40年以上続いている、稀に見る長寿企画。投稿されるイラストや文章に、他誌と比べてやおいネタの割合が高いのも特徴。

## 歴代編集長
1. 倉田幸雄（創刊号 - 1985年5月号）
2. 忍足恵一（1985年6月号 - 1987年3月号）
3. 阿久津幸宏（1987年4月号 - 1990年9月号）
4. 松田豊一（1990年10月号 - 1992年3月号）[8]
5. 忍足恵一（復帰、1992年4月号 - 1994年7月号）
6. 織田信雄（1994年8月号 - 1999年5月号）
7. 斉藤裕（1999年6月号 - 2005年9月号）
8. 織田信雄（復帰、2005年10月号 - 2006年3月号）
9. 中路靖（2006年4月号 - 2010年5月号）
10. 高尾俊太郎（2010年6月号 -）

## ラジオ
1983年10月12日から1984年4月5日にかけてニッポン放送にて『週刊ラジオアニメディア だんぜん!アニメNo.1』を放送。パーソナリティーは平野文と松野達也。

## インターネット配信
ニコニコチャンネルの「超！アニメディア」で声優関連の番組を配信しており、また「超！アニメディア（生）」のタイトルで生放送を行っている。
生配信に関して、当初はニコニコ生放送のみで行っていたが、後にYouTubeとPeriscopeを加えた同時配信を取っている。
同チャンネルではメガミマガジン単独の生放送も行っていた。

## アニメディア出身者
- 元常連投稿者
  - せたのりやす（漫画家。当時のペンネームは「NORI」。初代殿堂入り）[9]
  - 緒方剛志（イラストレーター。当時のペンネームは「某のうと」。7代目殿堂入り）
  - 霧賀ユキ（漫画家）
  - 矢島たすく（漫画家。当時のペンネームは「すく竜」）
  - 橘皆無（漫画家）
  - 勇人（漫画家）

## 増刊号
- e-animedia（旧・アニメディアDVD）
- オトナANIMEDIA
- オトメディア

女性向けに特化した内容の増刊。2010年10月に第1号が発売されたが、2011年5月に発売された第2号以降は隔月ペースで発売されている。なお、2006年には同じ名前の付録が本誌に付いた事があるが、こちらは『メガミマガジン』に近い内容だった。
- アニメディアDELUXE

本誌に掲載されたピンナップを収録した総集編。ただし一部作品については『メガミマガジンDELUXE』との兼ね合いで掲載されない（メガミマガジンDELUXEに掲載）。2010年から毎年9月に刊行している。なお、厳密に言えば『女の子のためのクチコミ&投稿マガジン』の増刊。
下記の各誌は元々は本誌の増刊であった。
- SFアニメディア（1985年 - 1986年）
  - 月刊コミックNORA（1986年 - 1998年）
- アニメV（1985年 - 1998年）
  - Looker（1998年 - 1999年）
  - メガミマガジン（1999年 - ）
- コミックPocke（1991年 - 1995年）
  - 月刊コミックPocke（1995年 - 1998年）
- 声優アニメディア（2004年 - 2024年〈予定〉）

## 著名な読者
2011年に本誌が創刊30周年を迎えるに当たり、通常であれば年に1回付く、声優に関するデータを記載した別冊付録を、この年は5月号と6月号の2回に分けて付けたが、その際、「思い出やメッセージをお寄せください｣という主旨の項目を設定したところ、「昔読者でしたね」や「今でも読ませてもらってます」という意味のメッセージを寄せた声優が続出した。
以下、何らかの形で読者であったことを述べた人物を記述する。
阿部敦、井口裕香、一条和矢、稲田徹、今井麻美、植田佳奈、内田夕夜、大久保藍子、大山鎬則、興津和幸、片岡あづさ、桑谷夏子、高坂篤志、國分優香里、真田アサミ、清水愛、下田麻美、白石稔、白石涼子、新谷良子、鈴木達央、関智一、高垣彩陽、坪井智浩、中原麻衣、野中藍、野水伊織、藤田咲、藤東知夏、藤原啓治、保志総一朗、間島淳司、松野太紀、松岡由貴、水樹奈々、水橋かおり、緑川光、悠木碧（「お仕事でも趣味でもお世話になっている」と発言しているので現在も読者であると思われる。）、柚木涼香、代永翼
なお、片岡と白石は「初めて買ったアニメ誌がこれでした」と語っている。また、坪井や間島に至っては「まさかここに名前を載せてもらえる身分になろうとは」と驚き、「次に名前が載るのは、これを読んでるあなたかもしれませんね」という主旨の、激励のメッセージを寄せた。
また、2011年8月号に付いていた創刊30周年記念の別冊付録「あにめあいアニバーサリーブック」で「いち投稿者」漫画家やアニメーターになった人物からスペシャルメッセージが掲載され、業界人にも読者がいた事が分かる。
畑健二郎、小森高博、椛島洋介、石田可奈、吉川真帆
また、声優以外の芸能人にも読者がいる。
生駒里奈（元乃木坂46）、栗山千明